# Pangkalan Brandan
Pangkalan Brandan (oude spelling: Pangkalanberandan) is een havenstad in het regentschap Langkat, provincie Noord-Sumatra, Indonesië, 55 km ten noordwesten van Medan, dicht bij de grens met Atjeh. De stad heeft ongeveer 21.000 inwoners.
In 1885 werden door de Nederlandse tabaksplanter Aeilko Jans Zijlker in de buurt van het dorp aardolie-voorraden gevonden. In juni 1890 richtte Zijlker het Koninklijke Nederlandse bedrijf voor de bewerking van aardoliepompen in Nederlands-Indië op met hoofdkantoor in Pangkalan Brandan en havenfaciliteiten in het nabijgelegen Pangkalan Susu. De haven werd voltooid in 1898. Het bedrijf was in februari 1907 een van de twee oprichters van de Bataafse Petroleum Maatschappij. Pangkalan Brandan was het eerste gebied in Nederlands-Indië met een grote olievoorraad en vormde daarmee de bakermat van de Koninklijke Shell.
De oliewinning is nu in handen van het Indonesische staatsbedrijf Pertamina. In Pangkalan Brandan heeft Pertamina het hoofdkantoor voor Atjeh en Noord-Sumatra.

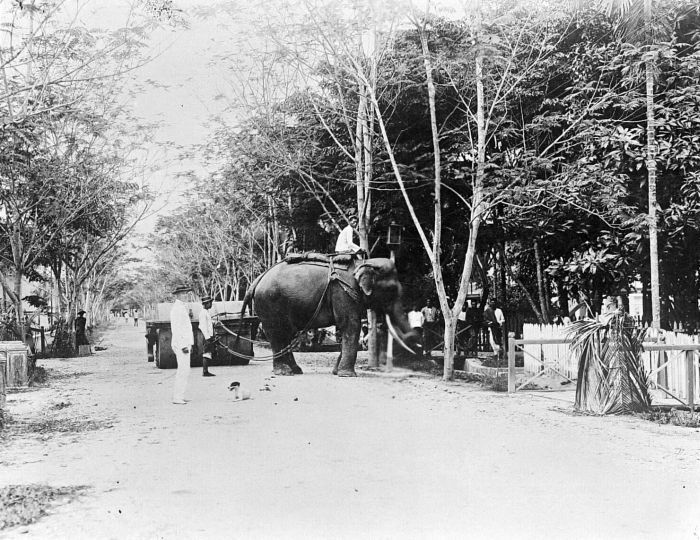
Wegenaanleg in Pangkalan Brandan begin 20e eeuw